# Аферист (фильм)
«Аферист» (англ. Rogue Trader) — криминальная драма 1999 года. Фильм снят по мемуарам Ника Лисона «Как я обанкротил „Бэрингз“. Признания трейдера-мошенника» (М., «Кейс», 2011).

## Сюжет
Основанная на реальных событиях история банковского клерка Ника Лисона, финансовые махинации которого привели к краху одного из крупных мировых банков.
Молодой специалист Ник Лисон был отправлен крупным британским банком «Бэрингз» в Сингапурское отделение. Там ему поручили вести торги на бирже и учёт активов в офисе. Из-за совмещения двух постов отсутствовал контроль со стороны Лондона, что развязало руки Лисону. Действия Ника на бирже принесли огромные убытки, результатом чего стало банкротство банка.

## В ролях
- Юэн Макгрегор — Ник Лисон
- Анна Фрил — Лиза Лисон
- Джон Стэндинг — Питер Бэринг
- Том Ву — Джордж Су